# Ontario Northland

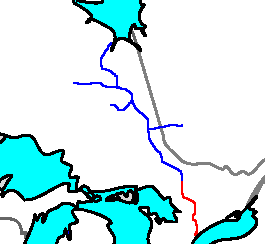
Réseau du Northland

Le Chemin de Fer Ontario Northland, ou Ontario Northland Railway en anglais (ONR), est un chemin de fer canadien et une compagnie de la couronne provinciale.

## Trains de passagers
Ontario Northland est reconnu pour son train touristique Polar Bear Express qui circule de Cochrane à Moosonee, faisant 6 aller-retours par semaine durant les mois d'été. Le train quitte Cochrane au matin, reste quelques heures à Moosonee et retourne au soir. Même si les ours polaires sont rarement visibles à Moosonee, le voyage permet de découvrir la culture amérindienne et l'histoire ferroviaire. Il y a aussi un train mixte marchandises/passagers, appelé affectueusement Little Bear (petit ours, ourson). Ce train circule entre Cochrane et Moosonee et s'arrête volontiers le long du trajet pour embarquer ou débarquer des canotiers ou des chasseurs. Le Northlander était un train de passagers de l'ONR qui voyage en partie sur des voies du CN entre Toronto et Cochrane via North Bay.  En 2012 le gouvernement provincial a annulé le Northlander.
Les arrêts du Little Bear et du Polar Bear Express:
- Cochrane
- Moosonee
- Moose Factory

Le Dream Catcher Express s'arrête à:
- North Bay
- Temagami

## Autobus

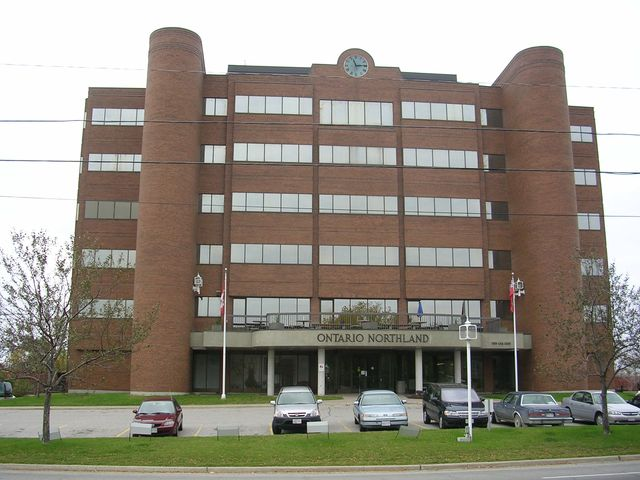
Siège Social du Ontario Northland, situé à North Bay

Ontario Northland assure aussi un service d'autobus et de courrier entre Toronto (du Terminus Yorkdale du Go Transit) et plusieurs endroits dans le centre et le nord de l'Ontario.
Le service d'autobus de l'ONR (lignes 1 et 2) s'arrête aux endroits suivants:
- Toronto
- Yorkdale
- Iroquois Falls
- Cochrane
- Smooth Rock Falls
- Kapuskasing
- Hearst
- Orillia
- Gravenhurst
- Bracebridge
- Port Sydney
- Huntsville
- North Bay
- Temagami
- Coldwater
- Port Severn
- Mactier
- Washago
- Novar
- Ernsdale
- Burk's Falls
- Sunrdige
- South River
- Trout Creek
- Powassan
- Azilda
- Chelmsfor
- Dowling
- Levack
- Cartier
- Cobalt
- Haileybury
- New Liskeard
- Swastika
- Earlton
- Englehart
- Kirkland Lake
- Ramore
- Matheson
- Val Gagne
- Gogama
- South Porcupine
- Timmins
- Cochrane
- North Bay
- Kapuskasing
- Hearst

## Locomotives et matériel roulant
Le chemin de fer possède environ 25 locomotives Diesel, et environ 700 unités de matériel roulant. La compagnie possède notamment un wagon pour canoës, qui est en service durant l'été à bord du Little Bear. Le wagon peut contenir jusqu'à dix-huit canoës. C'est le seul wagon connu au monde conçu spécifiquement pour transporter des canoës et des kayaks.
En 1977, le chemin de fer acheta quatre ensembles de train Trans-Europ-Express retirés des chemins de fer néerlandais et suisses pour les utiliser sur son train Northlander. L'expérience n'a toutefois pas été entièrement concluante. Les locomotives furent envoyées à la casse en 1984, tandis que les wagons de passagers survécurent jusqu'au début des années 1980.

## Flotte
- General Motors Diesel FP7
- General Motors Diesel GP38-2
- General Motors Diesel SD40-2
- General Motors Diesel FP7A
- Montreal Locomotive Works RS10 / 10s
- Montreal Locomotive Works RS2
- Montreal Locomotive Works RS3
- Montreal Locomotive Works S4
- American Locomotive Company S2
- American Locomotive Company RS2
- Hawker Siddeley Canada corrugated coach
- PM-class coach
- Budd dome coach
- Budd lounge car
- Budd lunch counter car
- EMD F7B locomotive
- Werkspoor locomotive
- MCI D4500
- MCI 102A2
- MCI MC9
- MCI MC5A
- MCI MC7
- MCI MC8
- MCI 102A3
- MCI 102C3
- MCI 102D

## Marchandises
Les connexions avec les autres compagnies ferroviaires s'effectuent aux endroits suivants:
- North Bay (CN et Chemin de fer Ottawa Valley)
- Hearst (CN)
- Rouyn-Noranda (CN)

## Installations
- North Bay Yard
- Cochrane Yard
- Temagami Work Shed